# Paramount Consumer Products
Paramount Consumer Products (cunoscută anterior ca Nickelodeon & Viacom Consumer Products și ViacomCBS Consumer Products) este divizia de vânzare cu amănuntul și licențiere a Paramount Global. Departamentul este responsabil de mărfurile produse sub mărcile deținute de Paramount. În 2015, era evaluată la 3 miliarde de dolari.
Compania gestionează produse pentru întregul portofoliu Paramount (inclusiv Paramount Pictures și Comedy Central), însă principalul ei obiectiv este marca de televiziune pentru copii Nickelodeon. Majoritatea produselor sale se bazează pe emisiuni TV care au apărut pe canal, precum și pe proprietăți pe care le-au achiziționat și încorporat în Nickelodeon, cum ar fi Țestoasele Ninja și Winx Club. Din 2007 încoace, cea mai profitabilă proprietate a diviziei a fost SpongeBob Pantaloni Pătrați.
Potrivit unui articol Chicago Tribune, Paramount Consumer Products adoptă „o abordare neconvențională a licențelor”, în care compania așteaptă până la doi ani după premiera unui serial înainte de a lansa produse legate de acesta. Acest lucru este în contrast cu concurenții precum Disney Consumer Products, care de obicei lansează produse simultan cu premiera.